# Municipio Xochihuehuetlán
Koordinaten: 17° 54′ N, 98° 29′ W
Das Municipio Xochihuehuetlán ist ein Municipio im Osten des mexikanischen Bundesstaats Guerrero in der Region La Montaña. Der Verwaltungssitz der Gemeinde befindet sich im gleichnamigen Ort Xochihuehuetlán, der auch der größte des Municipios ist. Das Municipio hatte beim Zensus 2010 7079 Einwohner, seine Fläche beläuft sich auf 262,5 km².

## Geographie
Das Municipio Xochihuehuetlán liegt im Nordosten des mexikanischen Bundesstaats Guerrero auf Höhen zwischen 700 m und 2000 m. Es zählt zu etwa 82 % zur physiographischen Provinz der Sierra Madre del Sur und zu 18 % im Gebiet der Sierra Volcánica Transversal sowie vollständig im Einzugsgebiet des Río Balsas, davon zu 98 % im Einzugsgebiet dessen Zuflusses Río Tlapaneco. Die Geologie des Municipios wird zu 46 % von Kalkstein bestimmt bei etwa 27 % Glimmerschiefer und 24 % Pyroklastika; vorherrschender Bodentypen ist der Leptosol (94 % der Gemeindefläche). Mehr als 85 % der Gemeindefläche sind bewaldet, gut 11 % dienen dem Ackerbau.
Nachbarmunicipios im Bundesstaat Guerrero sind Olinalá und Huamuxtitlán, zudem grenzt Xochihuehuetlán an die Bundesstaaten Oaxaca und Puebla.

## Bevölkerung
Beim Zensus 2010 wurden im Municipio 7079 Menschen in 1674 Wohneinheiten gezählt. Davon wurden 81 Personen als Sprecher einer indigenen Sprache registriert, darunter 44 Sprecher des Nahuatl. Knapp 28 Prozent der Bevölkerung waren Analphabeten. 1846 Einwohner wurden als Erwerbspersonen registriert, wovon ca. 82 % Männer bzw. zwei Prozent arbeitslos waren. Knapp 44 % der Bevölkerung lebten in extremer Armut.

## Orte
Das Municipio Xochihuehuetlán umfasst 13 bewohnte localidades, von denen lediglich der Hauptort vom INEGI als urban klassifiziert ist. Zwei Orte wiesen beim Zensus 2010 eine Einwohnerzahl von über 500 auf, sieben Orte hatten weniger als 100 Einwohner. Die größten Orte sind:
| Ort                  | Einwohner |
| Xochihuehuetlán      | 4859      |
| San Miguel Comitlipa | 0857      |
| Cacalutla            | 0483      |
| Xihuitlipa           | 0436      |